# كل كشتة داودخان (مقاطعة دلفان)
كل كشتة داودخان (بالفارسية: کل کشته داودخان) هي قرية تقع في قسم ايتيوند الجنوبي الريفي (مقاطعة دلفان) في إيران.